# 산청 이택당 물산영당
산청 이택당 물산영당(山淸 麗澤堂 勿山影堂)은 대한민국 경상남도 산청군 신등면 평지리에 있는, 성재 허전 선생의 영정을 모시기 위해 세운 곳이다.
1983년 7월 20일 경상남도의 문화재자료 제54호 이택당물산영정각으로 지정되었다가, 2018년 12월 20일 현재의 명칭으로 변경되었다.

## 개요
성재(性齋) 허전(許傳, 1797~1886) 선생의 영정을 모시기 위해 세운 곳이다.
허전 선생(1797∼1886)은 조선 후기의 문신으로 성호학파의 계승자였으며 헌종 1년(1835)에 과거에 급제하였다. 그는 경연에 참여하여 국왕에게 유교경전을 해설하는 학자 관료의 일을 하였다. 그의 사상은 주로 경연에서 경의(經義)와 관련하여 항상 실심(實心)·실정(實政)을 강조하였고, 현실에 투철하여 전체적인 개혁안을 제시하였다. 저서로는 『성재집』과 선비의 생활의식을 집대성한 『사의(士義)』가 있다.
해마다 3월 3일 이곳에서 석채례(釋采禮)를 지내고 있다.

## 같이 보기
- 허전

## 참고 문헌
- 산청 이택당 물산영당 - 국가유산청 국가유산포털